# Involverostreptus involutus
Involverostreptus involutus är en mångfotingart som beskrevs av Demange och Jean-Paul Mauriès 1975. Involverostreptus involutus ingår i släktet Involverostreptus och familjen Spirostreptidae. Inga underarter finns listade i Catalogue of Life.